# Anton Kodžabašev
Anton Bojanov Kodžabašev (in bulgaro Антон Боянов Коджабашев?; Burgas, 22 agosto 1959) è un ex sollevatore bulgaro tre volte campione mondiale ed europeo, che gareggiò in tre differenti categorie, nei pesi mosca, gallo e piuma.

## Carriera
Ha iniziato a sollevare pesi da adolescente ed è diventato un atleta di livello mondiale durante l'era dell'allenatore Ivan Abadžiev presso il club sportivo Chernomurets Burgas alla fine degli anni '70. Era un impiegato delle ferrovie bulgare, ma era in grado di concentrarsi completamente sull'allenamento di sollevamento pesi.
La sua carriera internazionale è iniziata nel 1978. Quell'anno ha preso parte ai campionati mondiali juniores di Atene, ma ha fallito tre tentativi nello strappo dei pesi gallo, uscendo fuori dalla gara. Fu tuttavia utilizzato ai Campionati Europei di quell'anno a Havířov e raggiunse 232,5 kg nella categoria dei pesi mosca. Con questa prestazione si è classificato 4°. Ha anche gareggiato nella divisione dei pesi mosca ai campionati del mondo del 1978 di Gettysburg. Nel duello ha raggiunto 225 kg, sufficienti solo per il 9º posto.
Nel 1979 ricominciò nella categoria dei pesi gallo. In questa classe di peso ha stabilito un nuovo record mondiale in due incontri alla quinta Spartakiade Nazionale di Sofia con 265 kg. Agli Europei del 1979 a Varna si avvicinò a questa prestazione con 262,5 kg vincendo il titolo europeo davanti al polacco Tadeusz Dembończyk, 260 kg e all'ungherese Imre Stefanovics, 252,5 kg. Infine, trionfò anche ai Mondiali del 1979, che si svolsero a Salonicco. Lì ottenne nuovamente un nuovo record mondiale in due incontri nella classe dei pesi gallo con 267,5 kg e vinse davanti a Valentin Veretennikov, 262,5 kg, e Dembonczyk, 260 kg.
Nel 1980, ebbe molta sfortuna a causa degli infortuni e non poté competere ai Campionati Europei di Belgrado e ai Giochi Olimpici di Mosca. Ristabilito, partecipò ai Campionati mondiali ed europei di Lilla nel 1981 e lì vinse nella categoria dei pesi gallo con 272,5 kg (117,5-155), davanti al tedesco orientale Andreas Letz, che ottenne la stessa prestazione, grazie al suo peso leggermente più basso.
Nel 1982 ha ripetuto questi successi ai campionati mondiali ed europei di Lubiana. Ha raggiunto il nuovo record mondiale di 280 kg nei pesi gallo e così ha vinto nuovamente entrambi i titoli di duello davanti al sovietico Oksen Mirsoyan, 272,5 kg e al cinese Wu Shute, che ha raggiunto 270 kg.
Tre volte campione mondiale ed europeo, nel 1983 non ripeté i risultati poiché i suoi avversari bulgari Neno Tersijski, Stefan Topurov e soprattutto Naim Suleimanov, improvvisamente hanno ottenuto prestazioni migliori delle sue e quindi gli hanno sbarrato la strada verso un'ulteriore partecipazione ai campionati internazionali. Solo nel 1984 è apparso di nuovo nella divisione dei pesi piuma ai Campionati Europei di Vitoria, in Spagna. Lì ottenne un eccezionale peso di 307,5 kg in una gara nella divisione dei pesi piuma, che lo portò al 3º posto dietro Stefan Topurov, 315 kg e al sovietico Yourik Sargisyan, 312,5 kg (137,5-175).
La sua carriera internazionale era finita, ma ha continuato ad allenarsi prendendo parte a numerose competizioni nazionali. Dopo il cambio politico in Bulgaria nel 1990, si trasferì nei paesi occidentali e da allora ha militato per alcuni anni in Germania con l'AC Soest. Nella sua prima gara con la Soest ha dimostrato di essere ancora un atleta di livello mondiale e ha raggiunto 305 kg nei pesi leggeri.
Dopo il suo ritiro, è diventato inizialmente allenatore in Bulgaria e, dalla fine degli anni '90, è stato eletto presidente della Federazione bulgara di sollevamento pesi. Il suo mandato fu controverso, segnato da successi e anche dagli scandali di doping che coinvolsero la squadra bulgara tra il 2000 e il 2008.